# نهائي كأس إيطاليا 2004
نهائي كأس إيطاليا 2004 هي المباراة النهائية من منافسة كأس إيطاليا 2003–04، أقيمت المباراة في 2004، بين فريقي نادي لاتسيو، ويوفنتوس، وفاز فيها نادي لاتسيو، بعد أن هزم يوفنتوس، بنتيجة 4 - 2.

## تفاصيل المباراة
لعبت المباراة النهائية في 2004.
| نادي لاتسيو | 4 -2 | يوفنتوس |
| ----------- | ---- | ------- |
|             |      |         |